# Francisco de Urríes
Francisco de Urríes ou Francisco de Verreis (falecido a 26 de outubro de 1551) foi um prelado católico romano que serviu como Bispo de Urgell (1534–1551) e Bispo de Patti (1518–1534).

## Biografia
No dia 21 de junho de 1518, foi nomeado pelo Papa Leão X Bispo de Patti. A 8 de junho de 1534, foi nomeado pelo Papa Clemente VII como Bispo de Urgell. Serviu como Bispo de Urgell até à sua morte a 26 de outubro de 1551. Enquanto bispo, foi o principal co-consagrador de Martín Pérez de Ayala, arcebispo de Valência (1548).